# Gare de Zirc
La gare de Zirc (en hongrois : Zirc vasútállomás) est une gare ferroviaire hongroise de la ligne 11 de Győr à Veszprém, située sur le territoire de la Localité de Zirc dans le comitat Veszprém.
C'est une halte voyageurs de la Magyar Államvasutak (MÁV) desservie par des trains locaux.

## Situation ferroviaire
Établie à 383 mètres d'altitude, la gare de Zirc est située au point kilométrique (PK) 58 de la ligne 11 de Győr à Veszprém (voie unique), entre les gares ouvertes de Porva-Csesznek et d'Eplény.
Ancienne gare de bifurcation, elle était l'origine de la ligne 29 de Zirc à Dudarbánya-vasútvonalvers (fermée).

## Service des voyageurs

### Accueil
Halte MÁV, c'est un point d'arrêt non géré (PANG) à accès libre.

### Desserte
Zirc est desservie par des trains omnibus de ligne 11 de la MÁV.

### Intermodalité
Un parking pour les véhicules y est aménagé.